# ニック・ワイルド
ニック・ワイルド（本名: ニコラス・パイベリウス・ワイルド、英: Nicholas Piberius Wilde）は、『ズートピア』シリーズに登場するアカギツネで、ジュディ・ホップスの親友であり、ジュディと共にフランチャイズの主要キャラクターの一人である。

## 登場

### ズートピア（2016年）
ニック・ワイルドは詐欺師であり、ジュディ・ホップスを騙して「息子」のために大型アイスキャンディーを購入させる。しかし後にジュディは、この「息子」がニックの相棒であるフィニックであり、2人が大型アイスキャンディーを小さなアイスキャンディーに分けて再販していることを知る。その後、ジュディは失踪したオッタートン氏の事件解決のためニックに協力を求めるが、ニックは最初は拒否する。しかし、ジュディがニックの税金未申告を暴露すると脅迫したため、渋々協力することになる。ニックは交通局に勤める友人フラッシュを紹介し、オッタートン氏が最後に目撃されたリムジンの所在を調査する。リムジンは犯罪ボスのミスター・ビッグの所有物であり、ニックは過去に彼とトラブルを起こしていた。ミスター・ビッグはジュディとニックを凍らせようとするが、娘のフルフルがジュディを認識し、彼女がリトル・ロデンシアで自分を助けたことを明かす。これに感謝したミスター・ビッグは、リムジンの運転手マンチャスの住所を教える。マンチャスは、オッタートン氏が突然暴走して自分を攻撃した後に逃げたことを語るが、マンチャス自身もその場で暴走してしまう。
その後、ニックは幼少期に捕食者であるという理由だけで他の子供たちから差別を受けた経験をジュディに語る。
ジュディとニックは調査を続け、交通カメラの映像からマンチャスが車で収容所に運ばれたことを突き止める。収容所では、失踪していた捕食者たちやオッタートン氏を発見し、ライオンハート市長が彼らを拘束していることを知る。しかし、事件解決によりズートピアの住民たちは、すべての捕食者が暴走するのではないかと恐れるようになる。ジュディまでもが捕食者を恐れている様子を見て、ニックは自分が常に差別を受ける運命にあると悟り、怒りを覚える。
その後、ジュディはニックに謝罪し、事件解決への協力を再び求める。ニックはこれを受け入れて許し、2人は事件の真相を突き止める。黒幕がベルウェザーであることを明らかにし、彼女の自白を録音して逮捕に成功する。その後、ニックは警察に入隊し、ジュディのパートナーとなる。2人はボゴ署長によって、チームとして最初の任務に就く。

### その他の出演
『ズートピア+』では、「Hopp on Board」にてフィニックと共にアイスキャンディーを作るシーンで短い登場を果たしている。また、「Dinner Rush」ではジュディと共にフラッシュの車を止める場面が描かれる。
ニックはビデオゲーム『ズートピア事件簿：紛失ファイル』の主要キャラクターとして登場し、ジュディと共に事件を捜査する。また、レースゲーム『ズートピア：レーシングカーニバル』ではプレイアブルレーサーとして登場する。その他、『ディズニー インフィニティ3.0』、『ディズニー マジックキングダムズ』、『ディズニーヒーローズ：バトルモード』にもプレイヤーキャラクターとして登場している。
ディズニーパークでは、ニックはディズニーランドやウォルト・ディズニー・ワールドでのグリーティングキャラクターとして登場する。また、上海ディズニーランドのアトラクション『ズートピア：ホット・パシュート』では、新人警察官としてジュディとペアを組み、ガゼル誘拐事件を解決する役割を果たしている。
2018年公開の映画『シュガー・ラッシュ:オンライン』では、ヴァネロペが「OhMyDisney.com」ウェブサイトを訪れるシーンでカメオ出演している。
2023年の短編映画『ワンス・アポン・ア・スタジオ -100年の思い出-』では、壁の絵から現れ、ウォルト・ディズニー・アニメーション・スタジオの他のキャラクターたちとグループ写真を撮る場面で登場する。

## 制作
映画の初期段階では、ニックが主人公として設定されていた。彼は無実の罪で指名手配され、自身の潔白を証明するために奮闘するキツネという設定であり、ズートピア警察署の中尉であるジュディ・ホップスがその目標達成を支援する役割を担っていた。ニックは皮肉屋でシニカルな性格を保ちつつ、捕食者に対する直接的な虐待や残酷さが横行するディストピア的なズートピアに強い嫌悪感を抱いていた。しかし、制作の過程で映画製作者たちは、野心的で夢を追いかけるウサギのジュディ・ホップスが、素晴らしい街だと信じるズートピアで奮闘する物語の方が、固定観念に対するメッセージをより効果的に伝えることができると判断した。